# Hidrociclone

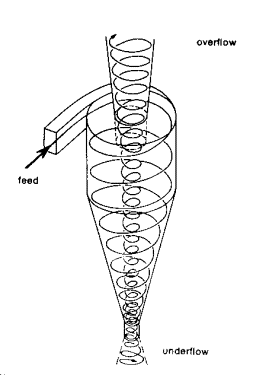
Funcionamento de um hidrociclone

Hidrociclone (Ciclone) é um equipamento muito utilizado por mineradoras para separar sólidos de líquidos através de força centrífuga. Seu funcionamento se deve à alimentação tangencial na parte cilíndrica do mesmo. Com isso forma-se um movimento em espiral descendente, arrastando as partículas maiores e mais pesadas para saída inferior do equipamento denominada underflow. Já as partículas menores e menos densas são arrastadas para o centro do equipamento, onde forma-se um movimento em espiral ascendente e estas saem por um orifício denominado overflow.
As vazões do underflow e overflow são obtidas pelo diâmetro dos mesmos e pela pressão em que o equipamento é submetido para operar. Todo hidrociclone opera em conjunto com uma bomba centrífuga que é responsável por manter essa "pressão de trabalho" do mesmo.